# MTV Days
Gli MTV Digital Days (fino al 2009 chiamato MTV Day, dal 2010 al 2012 MTV Days) sono stati una serie di concerti organizzati da MTV per festeggiare il compleanno della versione italiana della rete. Fino al 2009 l'evento prevedeva un concerto di circa 10 ore senza interruzione in una sola giornata che si svolse per le prime nove edizioni, dal 1998 al 2006, a Bologna presso l'Arena Parco Nord in occasione della Festa dell'Unità, per la decima, nel 2007, a Roma e Milano, mentre per le ultime due, a Genova, nel 2008 e 2009, sempre nel mese di settembre.
Nel 2010 l'evento è stato completamente stravolto e ha cambiato la propria denominazione in MTV Days che consiste in una serie di concerti che si svolgono per tre giorni consecutivi in cui MTV ha offerto agli spettatori musica dal vivo, dj set, dibattiti e anche rubriche di approfondimenti come lo storytelling e le listening sessions. Le tre edizioni del festival si sono tenute a Torino.
Nel 2013 la formula dell'evento cambia nuovamente, cambiando denominazione in MTV Digital Days.
Fino al 2016 gli eventi si sono sempre tenuti regolarmente senza nessun imprevisto. L'unica edizione che venne cancellata fu quella del 2001, a causa degli attentati dell'11 settembre 2001 alle Torri Gemelle, che colpirono gli USA pochi giorni prima dell'evento in programma.

## Città ospitanti
| Anno | Data                 | Denominazione    | Luogo                                                            |
| ---- | -------------------- | ---------------- | ---------------------------------------------------------------- |
| 1998 | 18 settembre         | MTV Day          | Arena Parco Nord, Bologna                                        |
| 1999 | 17 settembre         | MTV Day          | Arena Parco Nord, Bologna                                        |
| 2000 | 15 settembre         | MTV Day          | Arena Parco Nord, Bologna                                        |
| 2002 | 14 settembre         | MTV Day          | Arena Parco Nord, Bologna                                        |
| 2003 | 14 settembre         | MTV Day          | Arena Parco Nord, Bologna                                        |
| 2004 | 19 settembre         | MTV Day          | Arena Parco Nord, Bologna                                        |
| 2005 | 17 settembre         | MTV Day          | Arena Parco Nord, Bologna                                        |
| 2006 | 16 settembre         | MTV Day          | Arena Parco Nord, Bologna                                        |
| 2007 | 15 settembre         | MTV Day          | Piazza San Giovanni in Laterano, Roma e Piazza del Duomo, Milano |
| 2008 | 13 settembre         | MTV Day          | Porto antico, Genova                                             |
| 2009 | 12 settembre         | MTV Day          | Porto antico, Genova                                             |
| 2010 | 25 - 27 giugno       | MTV Days         | Piazza Castello, Torino                                          |
| 2011 | 30 giugno - 2 luglio | MTV Days         | Piazza Castello, Torino                                          |
| 2012 | 28 - 30 giugno       | MTV Days         | Piazza Castello, Torino                                          |
| 2013 | 27 - 29 giugno       | MTV Digital Days | Reggia di Venaria Reale, Venaria Reale                           |
| 2014 | 26 - 28 giugno       | MTV Digital Days | Reggia di Venaria Reale, Venaria Reale                           |
| 2015 | 25 - 27 giugno       | MTV Digital Days | Reggia di Monza, Monza                                           |
| 2016 | 23 - 25 giugno       | MTV Digital Days | Reggia di Venaria Reale, Venaria Reale                           |